# دوري أبطال أوروبا للسيدات 2015–16
دوري أبطال أوروبا للسيدات 2015–16 هو النسخة السادسة عشر من كأس الاتحاد الأوروبي للسيدات المنظمة من طرف اليويفا، والنسخة السابعة منذ أن تمت تسميته بدوري أبطال أوروبا للسيدات.
أقيم النهائي على ملعب مابي – تشيتا ديل تريكولوري في ريدجو إميليا في إيطاليا يوم 26 مايو 2016 يومين قبل نهائي الرجال الذي أقيم بملعب سان سيرو بميلان.
تغلب ليون على فولفسبورغ في ركلات الترجيح بنتيجة 4–3 (1–1 بعد الشوطين الإضافيين) ليفوزوا بذلك بلقبهم الأوروبي الثالث. حامل اللقب آنها كان إف إف سي فرانكفورت والذي خرج في نصف النهائي أمام فولفسبورغ.

## المواعيد
برمجت يويفا المنافسة كالآتي (أقيمت جميع القرعات بمقر يويفا في مدينة نيون في سويسرا).
| الدور          | تاريخ القرعة   | الذهاب                                                       | الإياب                                                       |
| -------------- | -------------- | ------------------------------------------------------------ | ------------------------------------------------------------ |
| الدور التأهيلي | 25 يونيو 2015  | 11–16 أغسطس 2015                                             | 11–16 أغسطس 2015                                             |
| دور ال32       | 20 أغسطس 2015  | 7–8 أكتوبر 2015                                              | 14–15 أكتوبر 2015                                            |
| دور ال16       | 19 أكتوبر 2015 | 11–12 نوفمبر 2015                                            | 18–19 نوفمبر 2015                                            |
| ربع النهائي    | 27 نوفمبر 2015 | 23–24 مارس 2016                                              | 30–31 مارس 2016                                              |
| نصف النهائي    | 27 نوفمبر 2015 | 23–24 أبريل 2016                                             | 30 أبريل–1 مايو 2016                                         |
| النهائي        | 27 نوفمبر 2015 | 26 مايو 2016 على ملعب مابي–تشيتا ديل تريكولوري، ريدجو إميليا | 26 مايو 2016 على ملعب مابي–تشيتا ديل تريكولوري، ريدجو إميليا |